# Simpsonichthys zonatus
Simpsonichthys zonatus är en fiskart som först beskrevs av Costa och Brasil, 1990.  Simpsonichthys zonatus ingår i släktet Simpsonichthys och familjen Rivulidae. Inga underarter finns listade i Catalogue of Life.